# Аякс Великий
Ая́кс (Аянт, Эант) Вели́кий (др.-греч. Αἴᾱς Μέγας), Аякс Теламонид (др.-греч. Αἴᾱς Τελαμώνιος) — в древнегреческой мифологии греческий герой, участвовавший в осаде Трои. Первоначально его культ сформировался на островах Эгина и Саламин в Сароническом заливе, откуда распространился и в других частях Эллады.
Гомер сравнивает его с богом войны Аресом и называет сильнейшим из греков. В «Илиаде» главный троянский герой Гектор и Аякс 8 раз противостоят друг другу. Из всех сражений двух героев нет ни одного, где бы Гектор победил. В двух случаях он даже оказывается на краю гибели, от которой его спасают Аполлон и войско троянцев.
Во время одного из сражений был убит Ахилл. Аякс с риском для жизни вынес его тело с поля боя. Мать Ахилла Фетида решила вручить доспехи сына храбрейшему из воинов. За эту честь стали спорить Аякс с Одиссеем. Существует несколько версий мифов относительно того, каким образом выиграл Одиссей. Разъярённый Аякс захотел убить греческих вождей, но Афина лишила его разума. Вместо греческого лагеря он напал на стадо скота, и перебил его. После, когда к нему вернулся разум, Аякс не выдержал позора того, что произошло, и покончил жизнь самоубийством, заколовшись мечом, который ему подарил Гектор.

## Культ Аякса. Создание Илиады
Согласно сказаниям о Трое, Аякс был героем с острова Саламин, который в числе других греческих вождей прибыл в Малую Азию, чтобы отомстить за оскорбление Менелая. В мифах Эллады архаического и классического периодов (VIII—IV века до н. э.) Аякс (Эант) был внуком Эака (Аяка), правнуком Зевса и Эгины — эпонима, расположенного недалеко от Саламина острова в Сароническом заливе. Ещё в V веке до н. э. на нём процветал род Аякидов. Этот факт свидетельствует либо о том, что некий реальный человек с таким именем когда-то жил на острове, либо там проживал род, приписывающий своё происхождение Аяку. Согласно утверждениям лингвистов, имя «Аякс» происходит от «Аяка». Из этого следует, что образ Аякса являлся ответвлением от Аяка, его вариантом, что впоследствии переросло в родство, причём за Аяком сохранилось старшинство. Таким образом, Эгина является родиной культа не только Аяка, но и Аякса.
Первоначальное эгинское происхождение Аякса подтверждается и в других античных источниках. У Гесиода Аякс владеет прибрежными землями Саронического залива, включая острова Саламин и Эгину, Коринф, Мегару, Трезен и др. города. Геродот связывает появление в Афинах храма Эаку с противоборством между Афинами и Саламином. Между Аяком и Аяксом вклинивается Теламон — герой с минимальной биографией, созданный в догомеровские времена исключительно для генеалогии Аякса. Благодаря истории о сыне Аяка и отце Аякса, которого изгнали из Эгины на Саламин, родина Аякса была перенесена с одного острова Саронического залива на другой. Согласно наиболее распространённой версии патроним этого древнегреческого героя взят из его отличительной особенности — башенного щита, который, в отличие от круглого, носили на ремне-перевязи (др.-греч. Τελαμών).
«Илиада», в которой Аякс является одним из основных персонажей, по преданию была создана Гомером в VIII веке до н. э. Изначально она передавалась из уст в уста бродячими певцами. У исследователей данного памятника древнегреческого эпоса существуют различные мнения относительно её авторства, места и времени создания. Дошедшее до наших дней произведение было собрано из множества передаваемых в народном предании песен учёной комиссией, в которую входили Ономакрит, Зопир Гераклейский, Орфей Кротонский, по указанию афинского тирана Писистрата (560—527 годы до н. э.), то есть почти через два столетия после Гомера.
В современной литературе существует несколько версий относительно происхождения поэмы. По мнению «унитариев» у Илиады был один автор, впоследствии в неё внесли лишь незначительные по сути дополнения. Другая группа учёных приходит к выводу, что книга состоит из нескольких частей, связанных воедино. Одной из них была эпопея (т. н. «Эантида» или «Гекториада»), в которой главным действующим лицом со стороны греков был не Ахилл, а Аякс (Эант) Теламонид, который противостоял Гектору и в конечном итоге его убивал. Примечательно, что из всех сюжетов произведения впервые в изобразительном искусстве появляются те, где изображён поединок Гектора с Аяксом.
Исследователи «Илиады» обращают внимание на взаимосвязь двух Аяксов. Эту пару даже связывали с близнечным культом по типу Диоскуров. Общепринятой версией стало утверждение, что изначально Аяксы Великий и Малый представляли собой один образ, который затем раздвоился. Раздвоение культа возникает вследствие его широкого распространения, когда в одной местности герою присваивают местные отличительные черты. Вера в Аякса, покровителя и защитника мореплавателей, распространилась в Сароническом заливе, в Локриде и греческих колониях в Италии. Для локров Аякс был сыном местного царя Оилея, а для жителей Эгины, Саламина и Афин — Теламона. Оба образа проникли в разные народные песни о Троянской войне, а оттуда в «Илиаду».
В Афинах Аякс стал почитаемым героем в VI веке до н. э. О возможных «политических» правках Илиады во время Писистрата, обосновывающих связь Аякса с афинянами, а также их претензии на родину Аякса Саламин, писал ещё Страбон (64/63 до н. э. — 23/24 н. э.). По версии афинян, сын или внук Аякса Филей переехал из Саламина на материковую Грецию, стал гражданином Афин и завещал городу свой родной остров. Через него Аякса считали своим предком такие знаменитые военные и политические деятели Эллады, как Мильтиад и Алкивиад. Перед битвой при Саламине (480 г. до н. э.), по свидетельству Геродота, греки призывали на помощь Аякса.
Святилища Аякса «эантейоны» существовали в различных уголках Древней Эллады, в ряде городов справляли праздники Эантеи, а в Афинах одна из десяти созданных Клисфеном фил носила имя Аякса.

## Мифы

### Происхождение. До начала Троянской войны
Аякс родился в семье царя Саламина Теламона и Перибеи. Когда Перибея была беременной, в гости к Теламону приехал Геракл. Он попросил своего отца Зевса, чтобы у Теламона родился мальчик. В небе появился орёл, что сочли благим предзнаменованием. По совету Геракла мальчика назвали «орлом» (др.-греч. Αίαντας) или в транслитерации Эантом. Впоследствии имя трансформировалось в «Аякса» (Αἴας). По одной из версий мифа, тело Аякса, кроме подмышки, было неуязвимо, так как его в младенчестве завернул Геракл в свою львиную шкуру.
Был среди нескольких десятков женихов Елены. Приёмный отец невесты спартанский царь Тиндарей оказался перед сложным выбором. Из нескольких десятков знаменитых воинов, царей, сыновей богов он мог получить одного друга, ставшего мужем Елены, и несколько десятков рассерженных врагов. По совету Одиссея Тиндарей обязал всех женихов дать клятву признать будущего мужа Елены и, что главное, прийти ему на помощь в случае опасности и обиды. Хоть супругом Елены стал Менелай, Аякс Теламонид оказался связанным на всю жизнь клятвой. Когда через десять лет, при содействии Афродиты, троянский царевич Парис похитил жену Менелая, Аякс со своим войском был вынужден влиться в армию ахейцев, отправившуюся к стенам Трои.
На момент начала Троянской войны он предстаёт царём Саламина, который имеет под своим началом 12 кораблей.

### Троянская война

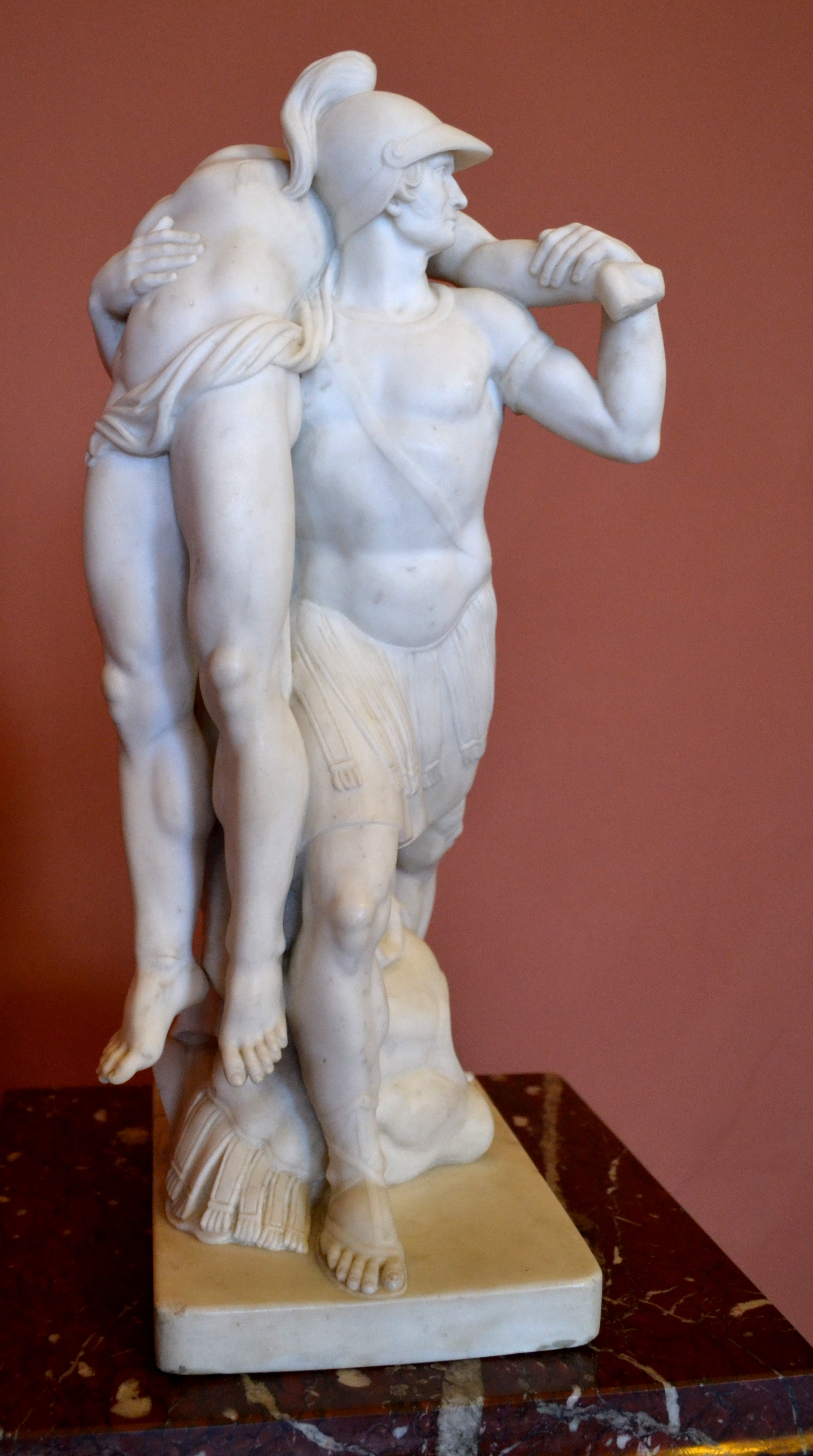
Скульптура М. И. Козловского «Аякс защищает тело Патрокла» из собрания Русского музея, Санкт-Петербург

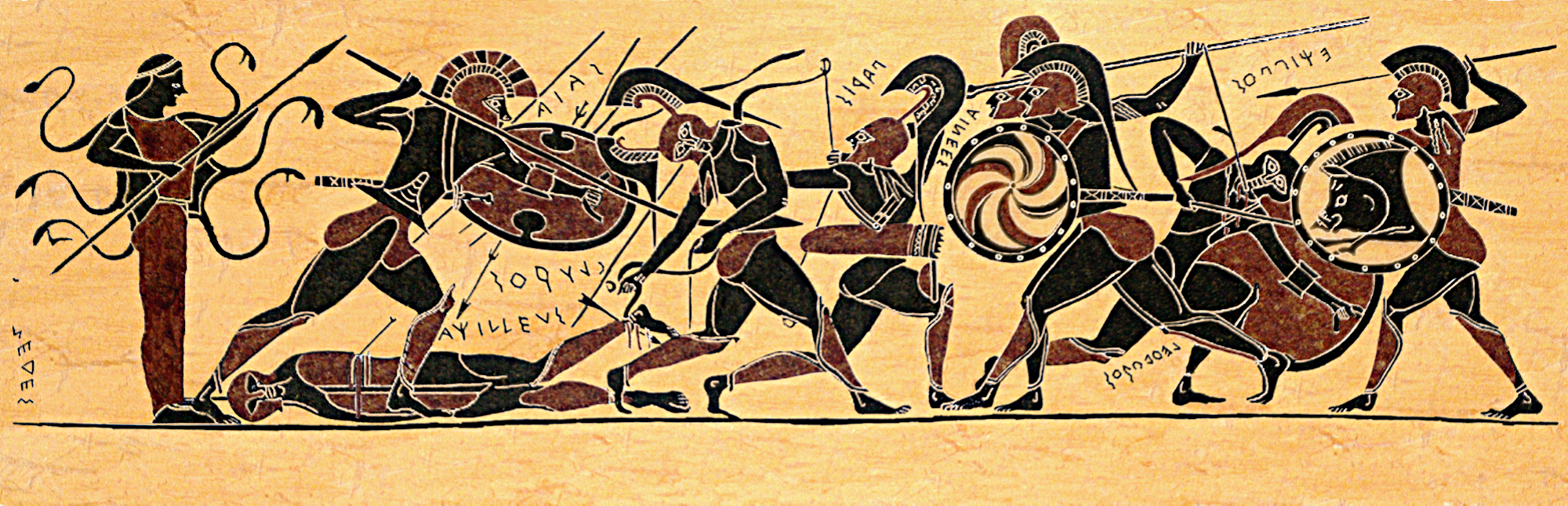
Битва за тело Ахилла. Аякс в левой части побеждает Главка. Изображение на древнегреческой вазе (ныне утерянной) 540—530-х годов до н. э.

Под стенами Трои Аякс прославился как герой, уступающий в доблести только Ахиллу. Он огромен ростом, грозен, могуч, вооружён громадным семикожным щитом, покрытым медью. На основании этого щита, характерного для эпохи микенской цивилизации, современные исследователи относят Аякса к наиболее древним персонажам «Илиады», так как такой формы защитное вооружение перестали использовать ещё в XIII веке до н. э. Появляется он исключительно пешим, воюет в одиночку, а не во главе отряда. По утверждению доктора исторических наук Л. С. Клейна, в гомеровском эпосе образ Аякса близок к таковому русского былинного богатыря. Гомер сравнивает его с богом войны Аресом и называет сильнейшим из греков. Во время битвы с Гектором бросает огромный камень, который пробивает щит главного троянского героя и ранит его в колено, но его спасает Аполлон. Ещё раз герои сходятся в схватке и вновь Гектор ранен брошенным Аяксом камнем. Царевича уносят пришедшие на помощь троянские воины. Всего в «Илиаде» Гектор и Аякс 8 раз противостоят друг другу. Из всех боевых встреч двух героев нет ни одной, где бы Гектор вышел победителем, а в двух случаях они заканчиваются явной неудачей для троянского героя, когда от гибели его спасают Аполлон и войско троянцев. После одного из сражений враги разошлись, обменявшись подарками. Аякс получил от троянского царевича меч, а ему подарил ремень. Поскольку обмен дарами в «Илиаде» отсутствует, то речь идёт о более поздних мифах. Они введены затем, чтобы показать несчастья, которые приносят вражеские дары. При появлении на поле Аякса со своим знаменитым башенным щитом троянцы в испуге разбегались. В «Илиаде» так описывается участие Аякса в бою:
Словно река наводненная в поле внезапная хлынет,

Бурно упавшая с гор, отягченная. Зевсовым ливнем;

Многие дубы иссохшие, многие древние сосны

Мчит и, крутящаясь, ил свой взволнованный в море бросает, -

Так устремился и всo взволновал Теламонид могучий,

Коней разя и мужей.
В битве за корабли, когда Одиссей оказался в окружении врагов и был ранен, то от смерти его спасли Менелай с Аяксом. После гибели Патрокла Аякс прикрывает его тело, а затем помогает грекам унести тело с поля боя, отражая вместе с Аяксом Оилидом атаки троянцев. Перед битвой при кораблях выступает в роли главнокомандующего, который вдохновляет греков не дать троянцам уничтожить их лагерь, а во время сражения собственноручно убивает двенадцать воинов.

### Смерть

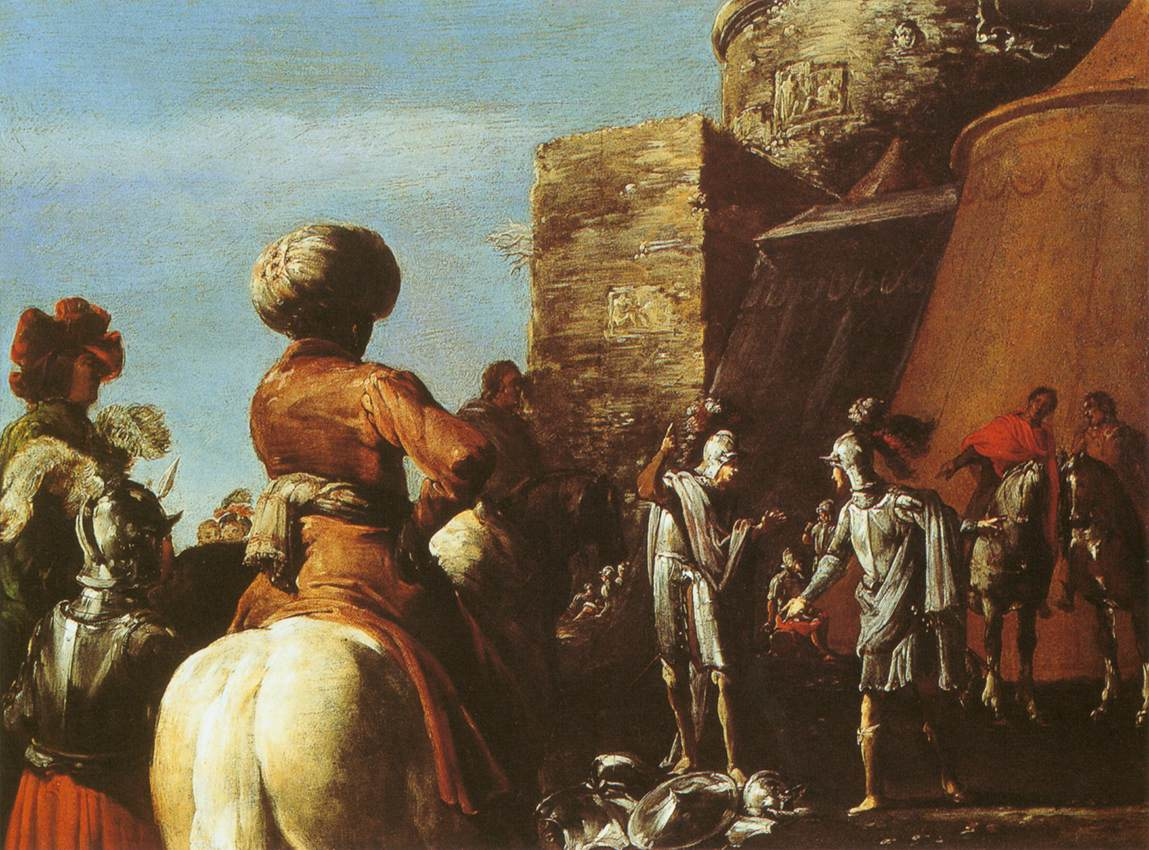
«Спор между Аяксом и Одиссеем». Леонард Брамер, 1625—1630-е годы. Принсенхоф, Нидерланды

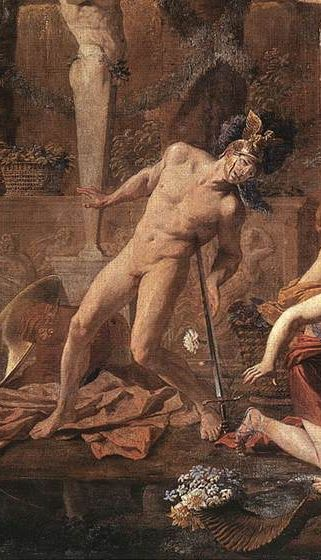
Фрагмент картины Никола Пуссена «Царство Флоры» на котором изображено самоубийство Аякса. 1631 год. Дрезденская галерея

Во время одного из сражений у стен Трои Ахилл был убит. За его тело началась битва. Аякс убил Главка, а затем вынес тело павшего героя, пока Одиссей отбивал натиск троянцев. На погребальных играх в его честь победил в метании диска.
После этого мать Ахилла Фетида решила вручить доспехи сына храбрейшему из греческих воинов. На этот почётный статус осмелились претендовать лишь Аякс с Одиссеем. Существует несколько версий относительно того, каким образом был выбран Одиссей. По одной из них, Агамемнон недолюбливал потомков Эака, к которым относился и Ахилл, и поэтому присудил доспехи Одиссею. По другой —
выбор сделали вожди тайным голосованием. По третьей версии, Агамемнон послал лазутчиков под стены Трои, чтобы те услышали от самих троянцев, кого они считают наиболее храбрым. Те и подслушали разговор девушек, обговаривающих сражение за тело Ахилла, одна из которых по наущению Афины сказала: «Даже рабыня смогла бы это сделать, если у неё на плечах мёртвый, но стоит ей в руки вложить оружие — она со страха забудет, на что способна. Не Аякс, а Одиссей принял на себя всю мощь нашего удара».
Аякс не смог пережить такую обиду. Он решил перебить ночью вождей греков, но был лишён Афиной разума. В этом состоянии он напал на стадо скота, и, думая, что перед ним его обидчики, перебил их. Утром, придя в себя, он в отчаянии позвал своего сына Еврисака от Текмессы, передал свой щит и покончил жизнь самоубийством, заколов себя мечом Гектора. Перед смертью он проклял Агамемнона и весь его род Атридов, призвав на них богинь мщения эриний. Агамемнон запретил предавать тело Аякса огню, а велел похоронить в гробу на Ретейском мысе.

### Посмертные мифы
Из крови Аякса вырос алый цветок гиацинт, на лепестках которого согласно легенде можно увидеть буквы «AI». Они, с одной стороны, являются первыми в слове «Аякс» («Αἴᾱς»), а с другой — могут означать печаль. Доспехи Ахилла, ставшие причиной ссоры с Одиссеем, приведшей к самоубийству, после кораблекрушения попали в море, после чего по воле богов были выброшены к могиле Аякса. Когда Одиссей попал в Аид, то встретил тень Аякса. Бывший соперник, несмотря на примирительные слова, не захотел говорить с Одиссеем. Впоследствии волны размыли могилу. В ней были обнаружены громадные кости. Коленные чашечки мифологического героя были размером с диск для метания.
В книге Платона «Государство» описаны представления автора о загробном мире, включавшие рассказы о переселении душ. Согласно данному античному источнику, душа Аякса после смерти предпочла воплотиться в теле льва, а не человека, так как он не хотел вновь испытать несправедливость по типу той, которую ощутил во время спора о принадлежности доспехов Ахилла.
Предполагаемую могилу Аякса после перехода через Геллеспонт посетил Александр Македонский.

## В искусстве и науке

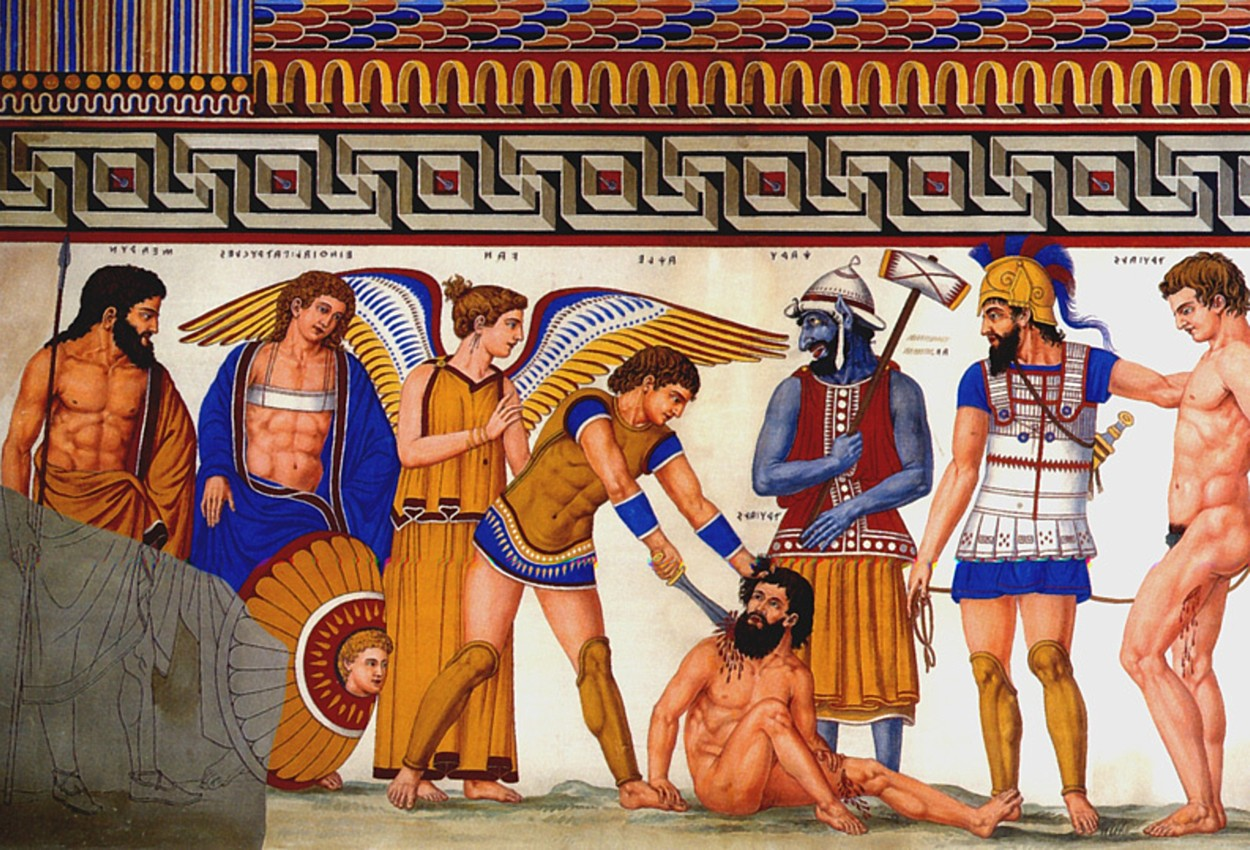
Копия фрески IV века до н.э. с жертвоприношением пленных троянцев Ахиллесом, из гробницы в Вульчи. Аякс Великий изображен вторым справа

В древнегреческой вазописи отображены различные элементы мифов об Аяксе: «поединки Аякса с Гектором», «Аякс выносит тело Ахилла», «спор из-за доспехов Ахилла», «самоубийство Аякса» и другие. В европейском изобразительном искусстве мифологические сюжеты, связанные с Аяксом, отображены на картинах Никола Пуссена «Царство Флоры», «Спор между Аяксом и Одиссеем» Леонарда Брамера, скульптурах Антонио Кановы «Аякс», Михаила Козловского «Аякс защищает тело Патрокла» и других.
Трагическая смерть героя была излюбленной темой у древних авторов. Из всего массива античной литературы с описанием смерти Аякса до сегодняшнего дня полностью дошла лишь одноимённая трагедия Софокла. В ней афинский трагик создаёт трогательный образ подруги Аякса Текмессы. Царь Саламина разрушил её город, его войска убили отца и мать, а саму девушку сделали рабыней. При этом она не только не возненавидела Аякса, но и искренне полюбила. Любовь заменила несчастной девушке утерянных родителей и родной город. На фоне Текмессы автор подчёркивает величие Аякса, который смог внушить такую любовь рабыне. В произведении также нашло отображение противостояния Афин и Спарты, которое было актуальным во время жизни Софокла. Напоминание о том, что Менелай — царь Спарты и его слова для афинян не указ, встречало одобрение публики.
В метафорическом значении фраза «два Аякса» обозначает двух верных друзей, а «ссора Аякса с Одиссеем» — острое противостояние.
Именем Аякса названо несколько кораблей военно-морского флота Великобритании, а также астероид Юпитера, открытый в 1936 году немецким астрономом Карлом Рейнмутом.
Данный герой античного греческого эпоса стал эпонимом футбольного клуба Амстердама. На момент его образования в обществе на фоне открытия Трои Генрихом Шлиманом была популярна древняя Эллада. На логотипе клуба изображён Аякс.

### Античные источники
- Аполлодор. Мифологическая библиотека / Перевод, заключительная статья, примечания, указатель В. Г. Боруховича. — Л.: Наука, 1972.
- Геродот. История в девяти книгах / Перевод и примечания Г. А. Стратановского, под общей редакцией С. Л. Утченко. Редактор перевода Н. А. Мещерский. — Л.: Наука, 1972.
- Гесиод. Полное собрание текстов / Вступительная статья В.Н.Ярхо. Комментарии О.П.Цыбенко и В.Н.Ярхо. — М.: Лабиринт, 2001. — 256 с. — (Античное наследие). — ISBN 5-87604-087-8.
- Гигин. Мифы / Перевод с латинского, комментарий Д. О. Торшилова под общей редакцией А. А. Тахо-Годи. — СПб.: Алетейя, 2000. — 360 с. — (Античная библиотека). — ISBN 5-89329-198-0.
- Гомер. Илиада / пер. Н. И. Гнедича. Изд. подг. А. И. Зайцев. — Л.: Наука, 1990.
- Диодор Сицилийский. Историческая библиотека / Перевод, статья, комментарии и указатель О. П. Цыбенко.. — М.: Лабиринт, 2000. — (Античное наследие).
- Ликофрон. Александра // Вестник древней истории  / Перевод с древнегреческого и комментарий И. Е. Сурикова. — 2011. — № 1—2.
- Овидий. Метаморфозы / Перевод с латинского С. В. Шервинского. Примечания Ф. А. Петровского.. — М.: Художественная литература, 1977.
- Павсаний. Описание Эллады / Перевод и примечания С. П. Кондратьева под редакцией Е. В. Никитюк. Ответственный редактор проф. Э. Д. Фролов.. — СПб.: Алетейя, 1996. — ISBN 5-89329-006-2.
- Пиндар. Немейские песни // Оды; Фрагменты / Пиндар; Вакхилид ; изд. подг. М. Л. Гаспаров.. — М. : Наука, 1980. — 503 с. — (Литературные памятники). — 50 000 экз.
- Софокл. Аякс // Драмы / В переводе Ф. Ф. Зелинского под ред. М. Л. Гаспарова и В. Н. Ярхо. — М.: Наука, 1990. — (Литературные памятники).
- Страбон. ГЕОГРАФИЯ в 17 книгах / Перевод, статья и комментарии Г. А. Стратановского под общей редакцией проф. С. Л. Утченко.. — М.: Ладомир, 1994.
- Эллинские поэты / Издание подготовили М.Л. Гаспаров, О.П. Цыбенко, В.Н. Ярхо. Вступительная статья и составление В.Н. Ярхо. Примечания М.Л. Гаспарова, О.П. Цыбенко, В.Н. Ярхо. Ответственный редактор М.Л. Гаспаров. Оформление В.В. Истомина.. — М.: Ладомир, 1999. — 515 с. — (Античная классика). — ISBN 5-86218-237-3.
- Эсхил. Трагедии / в переводе Вячеслава Иванова. Издание подготовили Н. И. Балашов, Дим. Вяч. Иванов, М. Л. Гаспаров, Г. Ч. Гусейнов, Н. В. Котрелев, В. Н. Ярхо. Ответственный редактор Н. И. Балашов. — М.: Наука, 1989. — (Литературные памятники).

### Современная литература
- Грейвс Р. Мифы Древней Греции = The Greek Myths / пер. К. П. Лукьяненко ; ред. А. А. Тахо-Годи ; худож. В. В. Кулешов. — Москва: Прогресс, 1992. — 624 с. — (Антропология, этнография, мифология, фольклор). — ISBN 5-01-001587-0.
- Клейн Л. С. Анатомия Илиады. — СПб.: Издательство Санкт-Петербургского университета, 1998. — 560 с. — ISBN 5-288-01823-5.
- Козовик І. Я., Пономарів О. Д. Аякс // Словник античної міфології (укр.) / відповідальний редактор А. О. Білецький. — 2-е видання. — Киев: Наукова думка, 1989. — С. 50—51. — 240 с. — 57 000 экз. — ISBN 5-12-001101-2.
- История греческой литературы / под редакцией С. И. Соболевского, Б. В. Горнунга, З. Г. Гринберга, Ф. А. Петровского, С. И. Радцига. — Москва • Ленинград: Издательство академии наук СССР, 1946. — Т. I.
- Тахо-Годи А. А. Аякс, Аянт, Эант // Мифологический словарь / Главный редактор Е. М. Мелетинский. — М.: Советская энциклопедия, 1990. — 672 с. — ISBN 5-85270-032-0.
- Тахо-Годи А. А. Аякс // Мифы народов мира / Главн. ред. С. А. Токарев. — М.: Советская энциклопедия, 1990. — С. 121—122.